# Hřeben (geomorfologie)

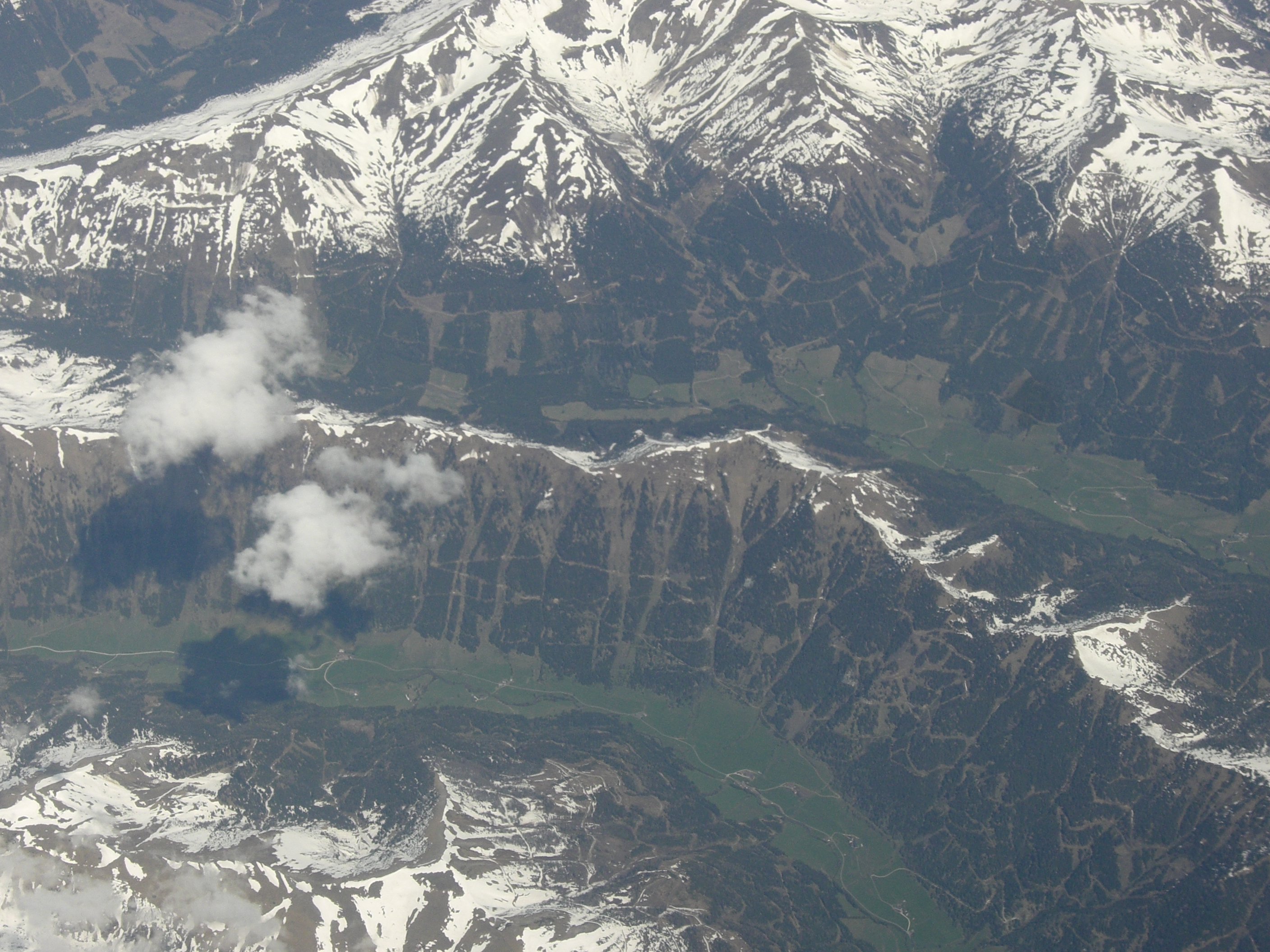
Horský hřeben při pohledu z letadla.

Hřeben je geomorfologické označení protáhlého kopce či hory, zejména jeho protáhlé vrcholové hrany či plošiny, případně i rozsáhlejšího protáhlého horského pásma. Hřeben může spojovat přes sedlo či sedla dva či více vrcholů nebo může být tvořen poměrně rovným vrcholovým pásmem, za jehož konci výška prudčeji klesá. Ostřejší skalnaté hřebeny často vznikají erozivními silami jako například ledovcovou činností, kdy ledovec obrousí dvě strany pohoří, čímž vznikají po obou stranách údolí a mezi nimi zvláštní druh horského hřebenu v podobě arety.
Mnohé hřebeny jsou poměrně oblé a pozvolné, například brdské Hřebeny. V obecném jazyce a názvosloví je termín hřeben přibližným synonymem slova hřbet, v odborné terminologii se hřbet pravděpodobně používá častěji pro oblejší hřebeny.
Hřebeny, podobně jako údolí, jsou často využívány k dopravě či turistice, protože po jejich délce je menší převýšení než při cestě napříč hřebeny a údolími. Hřebenové cesty navíc mnohdy poskytují atraktivní výhledy do krajiny.